# Falköpings församling
Falköpings församling är en församling i Falköpings pastorat i Falköpings och Hökensås kontrakt i Skara stift. Församlingen ligger i Falköpings kommun i Västra Götalands län.

## Administrativ historik
Församlingen har medeltida ursprung. Omkring 1600 överfördes områden till Falköpings landsförsamling och denna församling fick då namnet Falköpings stadsförsamling. 1935 införlivades västra delen av landsförsamlingen i Falköpings församling och 1983 införlivades östra delen och församlingen återfick då namnet Falköpings församling.
Församlingen var till omkring 1600 moderförsamling i pastoratet Falköping, Agnestad och Luttra som från 1400-talet även omfattade Torbjörntorps församling och Friggeråkers församling. Från omkring 1600 till 1983 moderförsamling i pastoratet Falköpings stadsförsamling, Falköpings landsförsamling, Torbjörntorp, Friggeråker och Luttra. Från 1983 till 1998 moderförsamling i pastoratet Falköping, Torbjörntorp, Friggeråker och Luttra för att därefter även omfatta församlingarna Slöta, Karleby, Åsle, Mularp, Tiarp, Skörstorp, Yllestad och Marka och till 2006 Näs församling, Vistorp, Vartofta-Åsaka och Kälvense. Församlingens införlivade 2006 Luttra församling. 2010 delades församlingen och delen väster om järnvägen gick över till nybildade Mössebergs församling. Församlingen är sedan 2010 moderförsamling i pastoratet Falköping, Mösseberg, Slöta-Karleby, Åslebygden och Yllestad.

## Kyrkor
- Fredriksbergs kyrka är från 1975
- Luttra kyrka
- Sankt Olofs kyrka, helgad åt Sankt Olof, är en stor absidkyrka av kalksten från 1100-talet

## Organister
| Period    | Namn                   | Levnadstid | Övrigt    |
| --------- | ---------------------- | ---------- | --------- |
| 1782–1801 | Lars Strömblad         | 1743–1807  | Organist  |
| 1802–1843 | Peter Emanuel Blohm    | 1776–1843  | Organist  |
| 1844–1847 | Johan Pettersson       | 1817–1858  | Organist  |
| 1848–1881 | Gustav Teodor Matsson  | 1821–1881  | Organist  |
|           | Gustav Valentin Lundin |            |           |
| 1936–1964 | Jens Bartler           | 1907–2010  | Organist. |